# Sint Anthonis en Ledeacker
Pour les articles homonymes, voir Anthonis.
Sint Anthonis en Ledeacker est une ancienne commune néerlandaise du Brabant-Septentrional, située dans le nord-est de la province.
Avant l'instauration des communes aux Pays-Bas, les villages de Sint Anthonis et de Ledeacker formaient déjà une entité territoriale. Ensemble, ils ont été érigés en commune, sous le nom de Sint Anthonis en Ledeacker.
Le 1er janvier 1821, elle fusionne avec la commune de Oploo pour former la nouvelle commune de Oploo, Sint Anthonis en Ledeacker.